# Cattedrale dei Santi Cirillo e Metodio (Praga)
La cattedrale dei Santi Cirillo e Metodio (in ceco: Pravoslavný chrám svatých Cyrila a Metoděje) è la cattedrale ortodossa di Praga, in Repubblica Ceca, sede dell'eparchia di Praga per la Chiesa ortodossa ceca e slovacca.

## Storia
La struttura esistente nasce come chiesa cattolica romana dedicata a san Carlo Borromeo ed edificata tra il 1730 e il 1736 da Kilian Ignaz Dientzenhofer e Pavel Ignác Bayer. La chiesa era originariamente parte della vicina casa per sacerdoti in pensione, trasformata in caserma nell'anno 1783. Il 29 settembre 1935 la chiesa fu solennemente consacrata ai santi Cirillo e Metodio e divenne la sede della chiesa ortodossa a Praga.
Sostituì come principale chiesa ortodossa di Praga la grandiosa chiesa di San Nicola che dal 1871 al 1916 era stata curata dalla Chiesa ortodossa russa ma che nel 1920 fu assegnata alla nuova Chiesa hussita cecoslovacca.
Nel 1942, durante la seconda guerra mondiale, i componenti della squadra che realizzò l'operazione Anthropoid nella quale fu assassinato il gerarca nazista Reinhard Heydrich trovarono rifugio nella cripta della cattedrale. La cattedrale fu presa d'assalto dalle truppe naziste il 18 giugno 1942. Dopo un feroce scontro a fuoco, i patrioti si suicidarono per evitare la cattura. La cripta ospita un museo dedicato all'evento.